# Kalikatar
Kalikatar (en népalais : कालिकाटार) est un village et le chef-lieu de la municipalité rurale de Kailash au Népal, situé dans le district de Makwanpur, de la province de Bagmati. Au recensement de 2011, il comptait 4 723 habitants.
Il constituait un comité de développement villageois avant la réorganisation administrative du 10 mars 2017, date à laquelle il a été réuni au sein de la nouvelle municipalité de Kailash.